# Anton Krivotsyuk
Anton Viktor oğlu Krivotsyuk (aserbaidschanisch Anton Viktoroviç Krivotsyuk; ukrainisch Антон Вікторович Кривоцюк, deutsche Transkription: Anton Wiktorowytsch Krywozjuk; * 20. August 1998 in Chmelnyzkyj) ist ein in der Ukraine geborener aserbaidschanischer Fußballspieler, der beim Erstligisten Neftçi Baku unter Vertrag steht. Der linke Außenverteidiger ist seit März 2019 aserbaidschanischer Nationalspieler.

## Karriere

### Verein
Der im ukrainischen Chmelnyzkyj geborene Anton Krivotsyuk spielte in den Jugendabteilungen von Sirka Kiew und Illitschiwez Mariupol, bevor er im Januar 2016 zu Neftçi Baku nach Aserbaidschan wechselte. Dort wurde der Defensivspieler im September 2016 erstmals in die erste Mannschaft beordert. Sein Debüt in der höchsten aserbaidschanischen Spielklasse gab er am 10. September 2016 (4. Spieltag) bei der 0:8-Heimniederlage gegen den FK Qəbələ, als er in der 47. Spielminute für den Stürmer Denílson eingewechselt wurde. In dieser Saison 2016/17 bestritt er nur diese Partie. Bereits früh in der folgenden Spielzeit 2017/18 gelang ihm der Durchbruch zum Stammspieler, weshalb er in seinem zweiten Profijahr bereits in 25 Ligaspielen zum Einsatz kam.
Am 16. September 2018 (4. Spieltag) erzielte er beim 2:0-Heimsieg gegen den FK Keşlə sein erstes Ligator. In dieser Saison 2018/19 markierte der Außenverteidiger in 23 Ligaeinsätzen drei Treffer. Seine Torquote konnte er in der darauffolgenden Spielzeit 2019/20 nochmals verbessern, in der er trotz verkürzter Ligameisterschaft aufgrund der COVID-19-Pandemie in 16 Ligaeinsätzen vier Torerfolge verbuchen konnte. Sein erster Doppelpack im Trikot der Neftçilər gelang ihm am 22. November 2020 (10. Spieltag) beim 4:1-Auswärtssieg gegen den FK Qəbələ.

### Nationalmannschaft
Krivotsyuk besitzt zwar keinerlei aserbaidschanische Abstammung, weil sein Vater jedoch seinen Militärdienst für die Rote Armee im vorderasiatischen Staat geleistet hatte, bot sich für ihn die Möglichkeit für die Nationalmannschaft aufzulaufen. Da er selbst auch keine Chance sah jemals für die Ukraine einberufen zu werden, nutzte er im Februar 2015 das Angebot der Azərbaycan Futbol Federasiyaları Assosiasiyası und ließ sich für die U17 abstellen. Im Februar und März 2015 absolvierte er insgesamt vier Länderspiele für die aserbaidschanische U17-Auswahl. Im Oktober 2016 lief er drei Mal für die U19 auf. Zwischen Oktober 2017 und Oktober 2019 kam er zu neun Einsätzen für die U21.
Am 25. März 2019 bestritt er beim torlosen Unentschieden gegen Litauen sein Debüt in der A-Nationalmannschaft.